# Bělá pod Pradědem
Pour les articles homonymes, voir Bělá.
Bělá pod Pradědem (en allemand : Waldenburg) est une commune du district de Jeseník, dans la région d'Olomouc, en République tchèque. Sa population s'élevait à 1 710 habitants en 2025.

## Géographie
Bělá pod Pradědem s'étend dans une vallée du Hrubý Jeseník, sur le cours supérieur de la rivière Bělá. La commune se trouve à 7 km au sud de Jeseník, à 64 km au nord d'Olomouc et à 198 km à l'est de Prague.
La commune est limitée par Lipová-lázně au nord-est, par Jeseník au nord-est, par Heřmanovice et Vrbno pod Pradědem à l'est, par Loučná nad Desnou au sud et au sud-ouest, et par Ostružná à l'ouest.

## Histoire
La première mention écrite du village date de 1284.

## Galerie

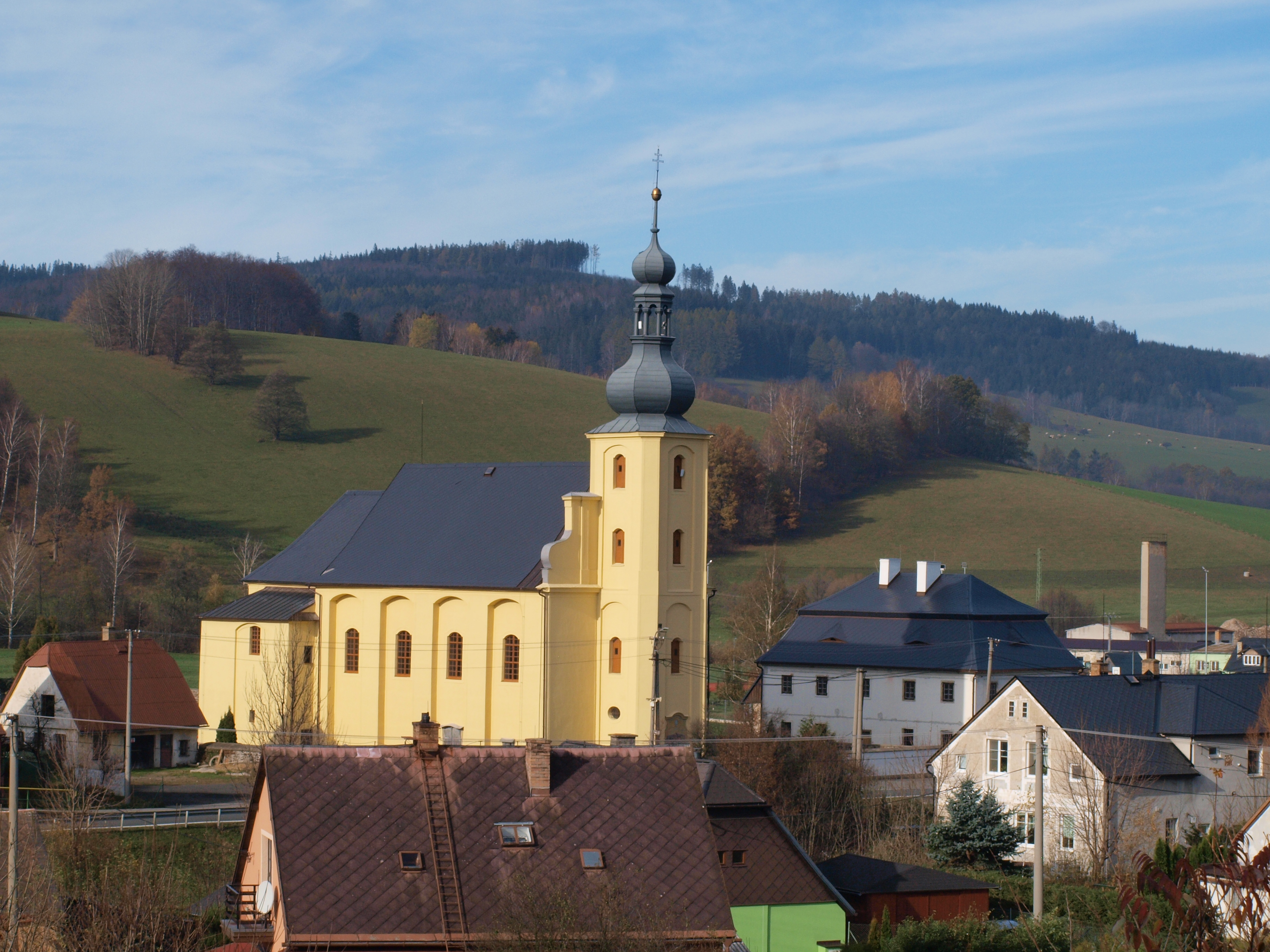
Église Saint-Thomas-Apôtre à Domašov.
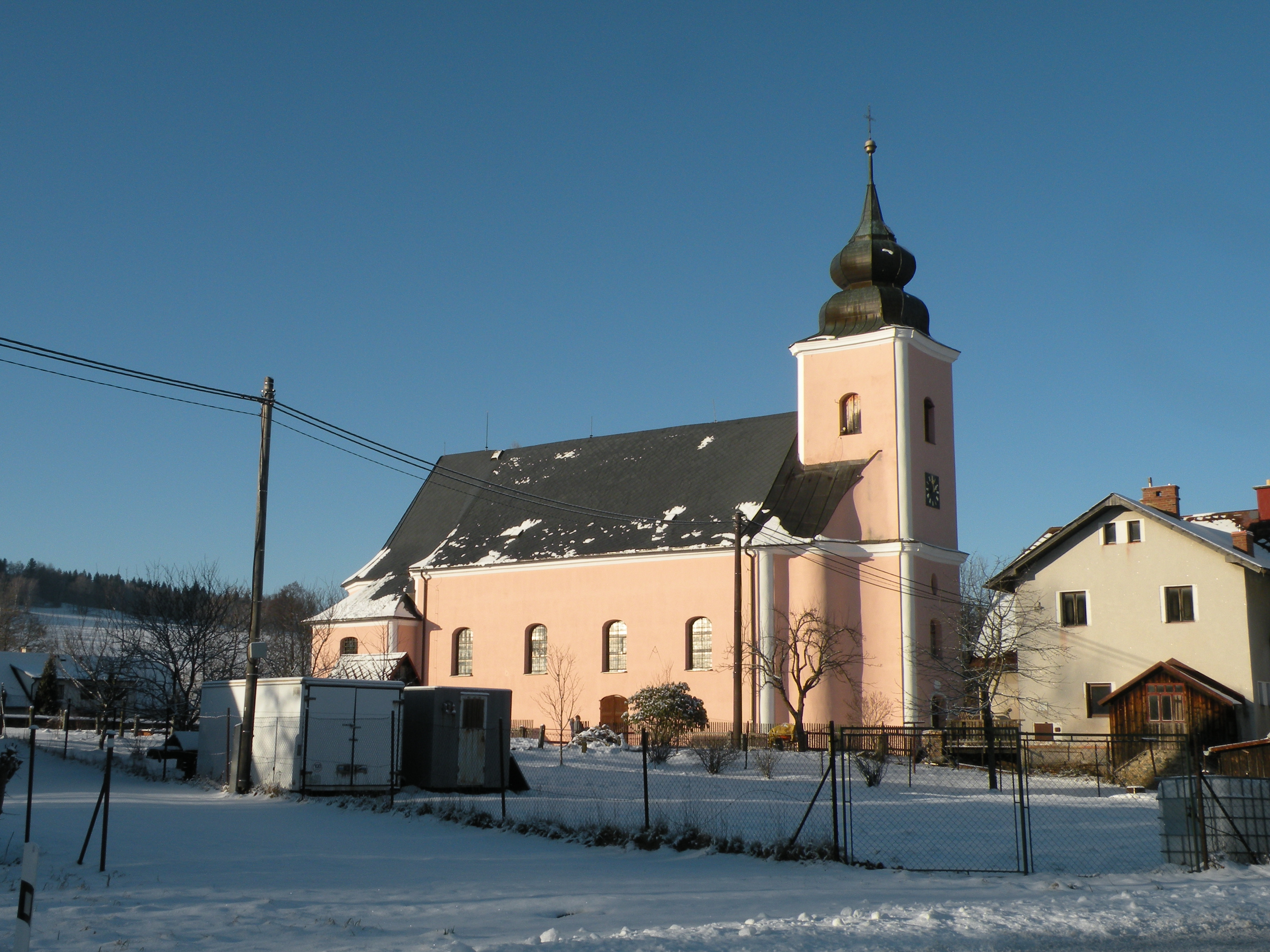
Église Saint-Jean-Baptiste à Domašov.

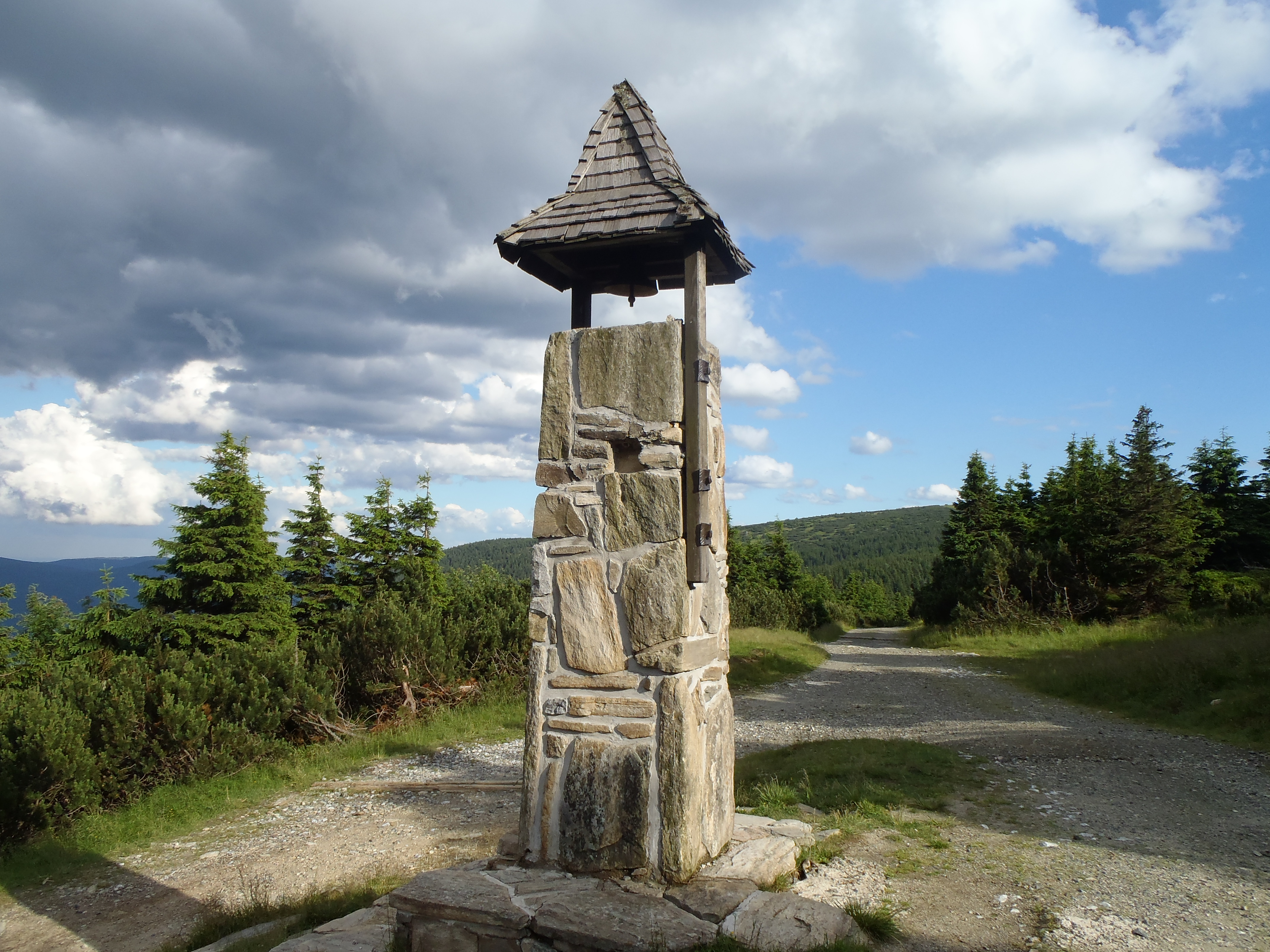
Clocher près du sommet du Šerák.
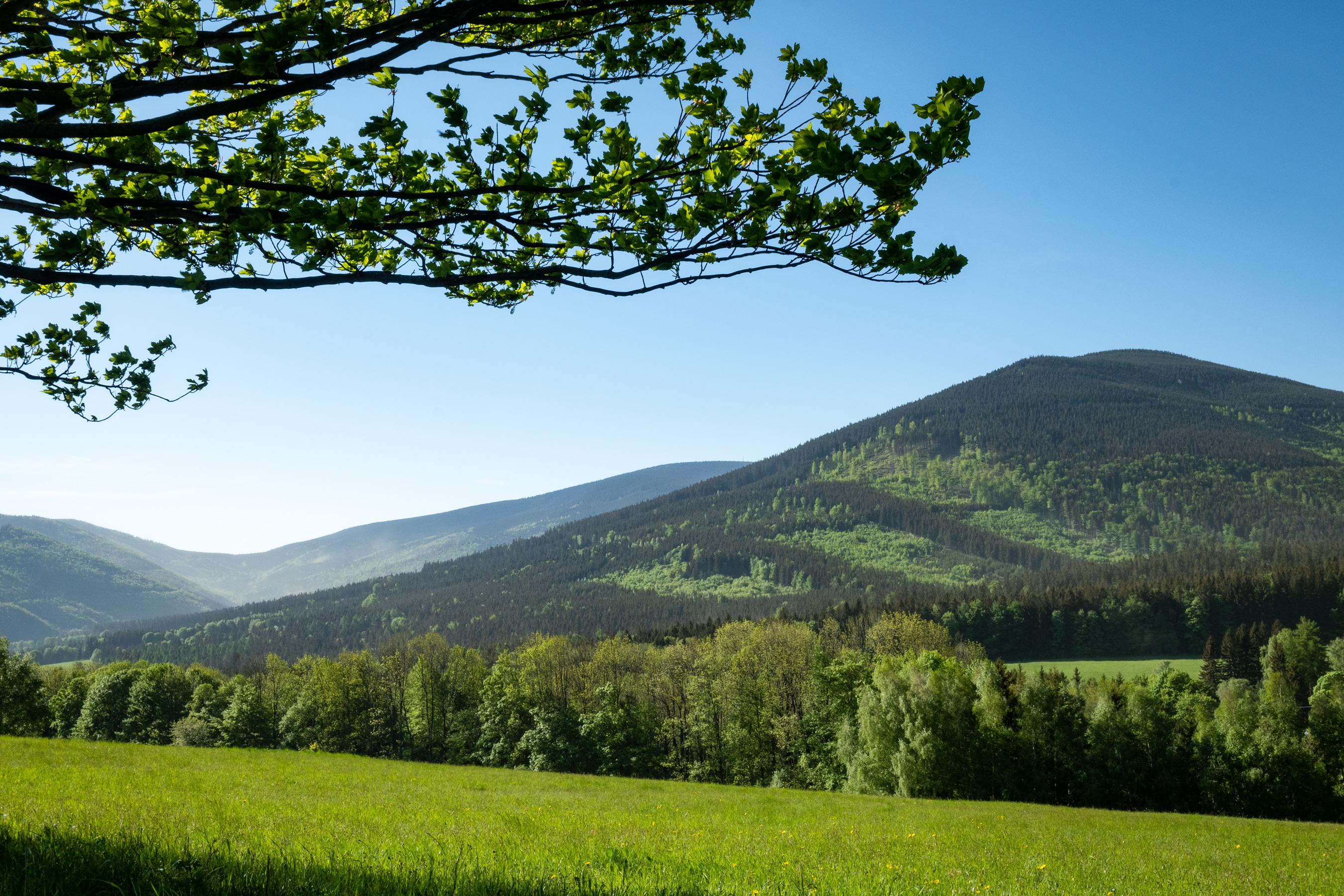
Filipovice.

## Transports
Par la route, Bělá pod Pradědem se trouve à 6,5 km de Jeseník, à 42 km de Šumperk, à 83 km d'Olomouc et à 237 km de Prague.